# 徐有
徐有（1458年—？），字若無，河南汝寧府信陽州羅山縣人，匠籍，明朝政治人物。

## 生平
弘治二年（1489年）己酉科河南鄉試第二十二名舉人。弘治三年（1490年）中式庚戌科會試第一百十六名，三甲第八十五名進士。弘治五年（1492年）授直隸鹽山縣知縣。升户部主事，谪霍州同知，历官蔚州知州、宝庆府知府，正德十五年（1520年）六月考察以不謹冠帶閑住。

## 家族
曾祖徐才四；祖父徐通；父徐文昌，教授。母石氏。慈侍下。弟徐實。